# Денфер, Август Ульянович
Август Ульянович фон-Денфер (нем. August Julius Heinrich von Denffer; 1785—1859) — действительный тайный советник, Новогородский гражданский губернатор, сенатор.

## Биография
Представитель дворянского рода Денферов, родился 25 сентября 1786 года в семье лейтенанта РИА Юлиуса-Генриха фон Денфера (1738-1814).
По окончании курса в 1-м кадетском корпусе Денфер в 1803 г. поступил на службу прапорщиком в Днепровский пехотный полк, был в сражениях с французами 1806—1807 гг. под Ландсбергом и Прейсиш-Эйлау, где ранен в правую ногу пулею навылет и за храбрость получил крест «За победу при Прейсиш-Эйлау».
Затем был в походе против турок в Галиции, Молдавии и Валахии за Дунаем, в сражении и штурме Базарджика, при взятии в плен сераскира со всеми его пашами, при штурме Варны и Шумлы (в 1810 г.) и в 1812 г. за Базарджик награждён крестом «За взятие Базарджика».
В 1813 г. Денфер переведён в Рязанский пехотный полк и за отличие в сражении при Лейпциге, где ранен пулей навылет в левую ногу, произведён в капитаны; в 1815 году участвовал в походе во Францию, однако в боевых действиях участия не принимал.
В 1816 году назначен старшим адъютантом при 4-м пехотном корпусе, в 1817 году произведён в майоры и назначен дежурным штаб-офицером в 5-м пехотном корпусе, в 1818 году произведён в подполковники, в 1822 году — в полковники. 13 февраля 1823 года награждён орденом Св. Георгия 4-й степени (№ 3642 по кавалерскому списку Григоровича — Степанова).
В 1826 г. уволен от военной службы с переименованием в действительные статские советники и 21 октября того же года назначен Новгородским гражданским губернатором. За ревностное и патриотическое попечение о благосостоянии училищ по вверенной ему губернии в 1828 г. избран почётным членом Московского университета. 27 июля 1831 г. Денфер за энергичное принятие мер к сохранению жителями вверенной ему губернии спокойствия во время беспорядков, возникших среди военных поселян, удостоился Высочайшей благодарности, изъявленной рескриптом.
В 1834 г. назначен сенатором, в 1837 г. был командирован для исследования злоупотреблений по Саратовской губернии и за успешное выполнение ревизии этой губернии награждён орденом Св. Владимира 2-й степени (в 1839 г.). Затем в 1852 г. он пожалован был орденом Св. Александра Невского, а в 1856 г. награждён чином действительного тайного советника, и в 1858 г. назначен первоприсутствующим сенатором 4-го департамента.
Умер 11 марта 1860 года в Санкт-Петербурге, похоронен на Волковом лютеранском кладбище.